# Adjectiv calificativ
Adjectivele calificative denumesc calități ale obiectelor: frumos, înalt, roșu, strălucitor. Altfel spus, denumesc însușiri care țin de natura internă a obiectelor, cum ar fi cele referitoare la culoare, dimensiune, formă, temperatură, gust, vârstă, stare fizică, stare emoțională etc.: alb, negru, mare, mic, strâmb, drept, cald, rece, dulce, sărat, tânăr, bătrân, vesel, trist etc.